# Mohamed Hassan Abdi
Mohamed Hassan Abdi är en somalisk diplomat.
Hassan Abdi är sedan 2022 Somalias ambassadör i Sverige. Han tjänstgör även som ambassadör i Danmark, Norge, Island och Finland, och var tidigare Somalias ambassadör i Tanzania.